# Chris Beyrer
Chris Beyrer (Berna, 1959) é um médico estadounidense nascido em Suíça, especializado em epidemiología e líder da luta contra o HIV/aids em Estados Unidos. Foi presidente da Sociedade Internacional de AIDS de 2014 a 2016.

## Biografia
Licenciou-se em medicina na Universidade Johns Hopkins em 1988 e aqui obteve sua especialização em epidemiología em 1991.

## Carreira
Em 1992 foi-se a Tailândia onde trabalhou na prevenção da infecção por HIV e seu tratamento até 1997. Nesse ano regressou à Universidade Johns Hopkins e trabalha ali desde então.
Em 2012 a Universidade de Chiang Mai outorgou-lhe o doctorado honoris causa por seus 20 anos de serviço e especialmente pelo prestado a Tailândia.
Em 2014 foi eleito presidente da Sociedade Internacional de AIDS. Esta nomeação permitiu-lhe ser nomeado membro da Academia Nacional de Ciências de Estados Unidos.